# Galeria Copernicus
Galeria Copernicus – największe centrum handlowo-rozrywkowe w Toruniu, otwarte 14 listopada 2005.
Znajduje się przy ulicy Stanisława Żółkiewskiego 15.
Centrum Handlowe otwarto 23 listopada 2005. W skład Centrum wchodzi 140 sklepów oraz punkty gastronomiczne. Jego powierzchnia całkowita wynosi 90 000 m², z czego 47 000 m² przeznaczono na działalność handlowo-usługową. Ponadto w jego sąsiedztwie znajduje się parking ze 1470 stanowiskami. 
W latach 2013–2015 galeria została rozbudowana. Jej ponowne otwarcie miało miejsce 12 marca 2015 pod nazwą Atrium Copernicus. W wyniku zmian właścicielskich w 2023 nazwę ponownie zmieniono na Galeria Copernicus.